# 克萊頓·柯克帕特里克
克萊頓·柯克帕特里克（英語：Clayton Kirkpatrick，1915年1月8日—2004年6月19日）於1969年至1979年擔任《芝加哥論壇報》編輯。他將《論壇報》現代化，使其新聞報道和社論版摒棄反射性的黨派立場，並在1974年發表了一篇著名的社論，呼籲理查德·尼克森總統辭職。

## 早年生活和教育
柯克帕特里克出生於1915年1月8日，在伊利諾州沃特曼長大。他的父親是一家機械廠和車庫的經營者。柯克帕特里克於1937年畢業於伊利諾大學厄巴納-香檳分校。

## 職業生涯
在全國各地巡迴工作後，柯克帕特里克於1938年1月底加入芝加哥市新聞局。柯克帕特里克曾希望在《芝加哥每日新聞》工作，但他於1938年加入《芝加哥論壇報》，在那裡他的第一份工作是普通記者，然後是報道聯邦法院。
1942年，柯克帕特里克應徵入伍，在美國陸軍情報部門工作，大部分時間駐紮在英國。柯克帕特里克晉升為軍士長，並被授予銅星勳章。他於1945年11月退伍。
柯克帕特里克在《論壇報》當了15年記者，1954年成為文字編輯。之後，他擔任化妝編輯、社區新聞版塊負責人和任務編輯。隨後，柯克帕特里克獲得更多晉升，1961年被任命為城市編輯，1963年被任命為助理總編輯，1965年被任命為總編輯，1967年被任命為執行總編輯。1969年1月1日，柯克帕特里克被任命為《論壇報》编辑。他立即以平衡、客觀的報道取代《論壇報》的黨派寫作和報道。
柯克帕特里克也改變《論壇報》的設計和版面，增加讀者感興趣的新專欄。這些改變最終影響了整個報界。1974年2月，《時代》雜誌將《論壇報》評為全美十大報紙之一。

## 水門事件
1974年，柯克帕特里克爭取讓《論壇報》成為第一家全文刊登水門事件紀錄稿的報紙。柯克帕特里克和《論壇報》的華盛頓記者與尼克森的新聞秘書羅納德·澤格勒談判，提前拿到了記錄稿，然後用公司的飛機將記錄稿空運到芝加哥，在那裡，一個工作小組迅速將記錄稿準備出版。這些記錄在一個44頁的專欄中發表。
一週後，先前一直是尼克森支持者的柯克帕特里克在閱讀記錄稿後得出結論，《論壇報》應該要求尼克森辭職。他於1974年5月9日寫了一篇社論，一反常態地用直率的語言指出，現在是尼克森辭職的時候了。「我們看到他第一次執政時的公眾人物，給我們留下了深刻印象。現在，在大約30萬字的文章中，我們看到了他的私生活，我們感到震驚」，社論寫道。「這裡的關鍵字是不道德。正是由於缺乏對道德的關注，缺乏對崇高原則的關注，缺乏對公職崇高理想的承諾，才使得這些文字記錄令人作嘔地暴露了他和他的顧問們……。他毫無幽默感，甚至毫無人性。他陰險狡詐。他搖擺不定。他褻瀆神明。他甘願被人牽著鼻子走。他表現出令人沮喪的知識空白。他懷疑他的員工。他的忠誠度極低。」社論最後說「總統敦促盡快結束水門事件是正確的。他的國家需要迅速而仁慈地結束這場痛苦。有兩條路可走。一條是辭職。另一條是彈劾。這兩條路都是合法的，都能滿足遵守正當程序的需要。」
《論壇報》長期以來一直是共和黨政治的代名詞，因此這篇社論在美國和海外都特別有影響力。

## 晚年生活
1979年，柯克帕特里克升任論壇報公司總裁兼執行長。他於1981年6月1日退休。
退休後，酷愛高爾夫球的柯克帕特里克在坎蒂尼信託基金董事會任職，並敦促董事會成員批准在《論壇報》前出版人羅伯特·R·麥科密克的莊園內建造一座27洞高爾夫球場的計劃，球場名為坎蒂尼高爾夫俱樂部。

## 個人生活
柯克帕特里克與塞爾瑪（Thelma）結婚55年，直到塞爾瑪於1998年去世。他有四個子女，住在伊利諾州格倫埃林。
2004年6月19日，柯克帕特里克因充血性心臟衰竭在家中去世，享年89歲。